# Kreditech
Kreditech (торговая марка — Kreditech Holding SSL GmbH) — немецкая компания, работающая в сфере финансовых услуг. Kreditech специализируется на выдаче микрозаймов онлайн, среднесрочных займов и POS-кредитов. Решения по предоставлению займов выносятся на основе собственной уникальной технологии скоринга. Компания была основана в 2012 году Себастианом Димером (Sebastian Diemer) и Александром Граубнер-Мюллером (Alexander Graubner-Müller); головной офис компании находится в г. Гамбург, Германия. Компания предлагает свои услуги на рынках развивающихся стран.

## Технология скоринга
Компания Kreditech использует технологию «больших данных» (BIG DATA), чтобы оценить платежеспособность потенциальных клиентов При оценке каждой заявки скоринговая система Kreditech за считанные минуты обрабатывает до 15 000 переменных, представляющих собой поведенческую информацию клиента в сети, метаинформацию и личную информацию, которую предоставляет о себе клиент. Эту информацию можно подразделить на три кластера. Первый, это информация о браузере клиента — IP-адрес и информация о компьютере, с которого происходит заполнение заявки. Второй кластер информации — это информация, полученная от самого клиента и третих лиц, например списки интерпола, сотрудничество с бюро кредитных историй и т. д. Третий кластер — «качество» страницы клиента в социальных сетях и количество времени, потраченное на заполнение заявки.

## Рынки
Ранее у Kreditech офисы располагались в Польше, Испании, Чехии, России, Мексике. Компания планировала выйти и на рынок Бразилии. На 2019 год не ведет операционную деятельность в Чехии и Мексике. Открыты офисы в Румынии, Таиланде и Индии. В головном офисе компании работает более 150 сотрудников. Kreditech осуществляла свою деятельность через три онлайн платформы: Kredito24, Zaimo и Monedo.

В России компания Kreditech вышла на рынок под брендом Kredito24.ru (ООО Займо). На 2019 год владельцем бренда Kredito24 в РФ является юридическое лицо ООО МФК “Кредитех Рус”. Компания отказалась от платформы Zaimo и использует Kredito24.

## Инвестиции
В июне 2014 года Kreditech объявил о получении $40 млн в рамках раунда финансирования серии B от таких влиятельных мировых инвесторов, как Värde Partners и Blumberg Capital, а также некоторых других, включая Point Nine Capital. Этот раунд финансирования стал самым большим среди немецких компаний, работающих с инновационными технологиями в сфере финансовых услуг. С 2012 по 2014 год компания получила инвестиции на сумму $65 млн. Компания заявила, что привлеченные деньги пойдут на масштабирование проекта.

В 2019 году компания привлекает еще $22 миллиона инвестиций для дальнейшего развития и расширения бизнеса. Возглавил раунд финансирования венчурный фонд Runa Capital. Представители фонда объяснили вложение, как желание поддержать стартап, который "становится мировым лидером в области цифрового кредитования".

## Рэнкинг
Начиная с 2016 года рейтинговое агентство “Эксперт РА” составляет рэнкинг финансовых институтов, включая микрофинансовые организации (МФО). Согласно данным рейтинга динамика компании Kreditech на Российском рынке:
- 12 место, рейтинг надежности “A+” среди МФО, кредитный рейтинг “A”. Рэнкинг МФО по общему размеру портфеля микрозаймов на 01.06.16 (с учетом просроченной задолженности).[12]
- 9 место. Рэнкинг МФО по общему размеру портфеля микрозаймов на 01.01.17 (с учетом просроченной задолженности).[13]
- 8 место. Рэнкинг МФО по общему размеру портфеля микрозаймов на 01.07.2017 (с учетом просроченной задолженности).[14]
- 4 место. Рэнкинг МФО по общему размеру портфеля микрозаймов на 01.01.2018 (с учетом просроченной задолженности 90+ и без нее).[15]
- 13 место. Рэнкинг МФО по общему размеру портфеля микрозаймов на 01.07.2018 (с учетом просроченной задолженности 90+).[16]
- 7 место. Рэнкинг МФО по общему размеру портфеля микрозаймов на 01.01.2019 (тело долга с учетом просроченной задолженности 90+).[17]